# حمام حیدرآباد
حمام حیدر آباد مربوط به دوره قاجار است و در کرج، بلوار حیدر آباد، خیابان شهیدان فاضلی، کوچه شهید کمالی نژاد واقع شده و این اثر در تاریخ ۱۱ مرداد ۱۳۸۴ با شمارهٔ ثبت ۱۲۵۴۲ به‌عنوان یکی از آثار ملی ایران به ثبت رسیده است.